# Зелёновский сельсовет (Сосновский район)
Зелёновский сельсовет — сельское поселение в Сосновском районе Тамбовской области Российской Федерации.
Административный центр — село Зелёное.

## История
Статус и границы сельского поселения установлены Законом Тамбовской области от 17 сентября 2004 года № 232-З «Об установлении границ и определении места нахождения представительных органов муниципальных образований в Тамбовской области».

## Население
| 2010 | 2012 | 2013 | 2014 | 2015 | 2016 | 2017 |
| ---- | ---- | ---- | ---- | ---- | ---- | ---- |
| 694  | ↘668 | ↘627 | ↘586 | ↘568 | ↘556 | ↘534 |
| 2018 | 2019 | 2020 | 2021 |      |      |      |
| ↘517 | ↘502 | ↘478 | ↗523 |      |      |      |

## Состав сельского поселения
| № | Населённый пункт | Тип населённого пункта       | Население |
| - | ---------------- | ---------------------------- | --------- |
| 1 | Вишневка         | посёлок                      | 4         |
| 2 | Зелёное          | село, административный центр | 235       |
| 3 | Малиновка        | посёлок                      | 14        |
| 4 | Новая Павловка   | посёлок                      | 230       |
| 5 | Новая Поповка    | посёлок                      | 167       |
| 6 | Нововасильевка   | посёлок                      | 14        |
| 7 | Новоникольская   | деревня                      | 19        |
| 8 | Польной Воронеж  | посёлок                      | 11        |

### Упразднённые населённые пункты
- Максимовка — упразднённая деревня. Упразднена между 1971 и 1982 годами.
- Рябиновка — упразднённый посёлок. Упразднён между 1971 и 1982 годами.